# Függvénytér
A függvénytér függvények olyan halmaza, amelyek alaphalmaza egy adott X halmaz; míg értékkészlete részhalmaza egy adott Y halmaznak. Matematikailag egyfajta tér mivel bizonyos esetekben topologikus teret (vagy akár metrikus teret) vagy vektorteret alkot vagy akár mindkettőt. Ha ugyanis Y egy test, akkor az ezen értelmezett függvények bizonyos tulajdonságokat örökölnek az összeadás illetve skalárral való szorzáskor a test műveleteitől.

## Példák
A függvényterek a matematika sok területén előkerülnek:
- A halmazelméletben az X-et Y-ba leképező függvények halmaza vagyis X → Y vagy YX.
- A lineáris algebrában egy vektortér összes lineáris transzformációjának halmaza egy másik vektortérre (ha a vektorterek ugyanazon test fölötti vektorterek).

## Funkcionálanalízis
A funkcionálanalízis olyan függvényterekkel (mint topologikus vektorterekkel) foglalkozik, amelyek különböző módokon bizonyos szempontból véges dimenziójú normált terekhez hasonlóvá tehetőek.

## Fordítás
Ez a szócikk részben vagy egészben  a   Function space című angol Wikipédia-szócikk fordításán alapul.  Az eredeti cikk szerkesztőit annak laptörténete sorolja fel. Ez a jelzés csupán a megfogalmazás eredetét és a szerzői jogokat jelzi, nem szolgál a cikkben szereplő információk forrásmegjelöléseként.